# 1699 Honkasalo
1699 Honkasalo este un asteroid din centura principală, descoperit pe 26 august 1941, de Yrjö Väisälä.